# Fouad Ahidar
Fouad Ahidar (Mechelen, 13 oktober 1973) is een Belgisch politicus. Van 2008 tot 2023 was hij lid van de partij sp.a/Vooruit. In 2024 richtte hij de partij Team Fouad Ahidar op.

## Levensloop
Ahidar groeide op in een Riffijns-Berbers arbeidersgezin in Mechelen en woonde vanaf 1979 in Sint-Jans-Molenbeek. Hij studeerde voor sociaal assistent. Hij werkte acht jaar lang als jeugdwerker en buurtwerker en werd hij vervolgens animator voor sociaal-cultureel werk en coördinator bij Centrum West, een initiatief voor kansarme jongeren in Molenbeek. Daarnaast behaalde hij een attest als instructeur voor internationale jeugdwerking en stond hij aan het hoofd van een beveiligingsfirma.
Hij werd opgemerkt door Volksunie-boegbeeld Bert Anciaux en werd actief binnen diens links-liberale politieke vernieuwingsbeweging ID21, dat een alliantie vormde met de Volksunie. Bij de Brusselse gewestverkiezingen van juni 1999 bekleedde Ahidar de vierde plaats op de lijst VLD-VU-Onafhankelijken, een kartellijst van liberalen, Vlaams-nationalisten en onafhankelijken, maar hij werd niet verkozen. Vervolgens was hij van 1999 tot 2004 kabinetsmedewerker voor ontwikkelingssamenwerking, Brusselse aangelegenheden en jeugd van de Vlaamse ministers Bert Anciaux en Paul Van Grembergen.
In oktober 2000 voerde Ahidar de Volksunie-lijst aan in Koekelberg, maar hij werd niet verkozen. Een jaar later, na de splitsing van de Volksunie, volgde hij Anciaux naar de links-liberale partij Spirit, die hij zag als een partij die een echte interculturele samenleving zou nastreven en de Berberse belangen ook richting Marokko niet over het hoofd zou zien. De partij ging in 2002 in kartel met de socialistische sp.a.
Op 29 maart 2006 volgde hij Waut Es op als voorzitter van de Brusselse afdeling van de partij. In december 2007 werd hij verkozen als tweede ondervoorzitter van Spirit, dat in 2008 werd herdoopt tot VlaamsProgressieven. Op 1 december 2008, na het uiteenspatten van het kartel met sp.a, stapte hij uit de VlaamsProgressieven en koos daarmee voor de lijn-Anciaux. Deze groep streefde progressieve frontvorming met sp.a na en trad begin 2009 officieel toe tot de partij. 
Ahidar stond bij de federale verkiezingen van mei 2003 op de zevende plaats van de sp.a-spirit-lijst voor de Senaat, maar behaalde onvoldoende stemmen om verkozen te geraken. Een jaar later, in juni 2004, werd hij voor het kartel verkozen in het Brussels Hoofdstedelijk Parlement, waar hij na zijn overstap naar sp.a begin 2009 bleef zetelen. Hierdoor nam hij ook van rechtswege zitting in de Raden van de Brusselse Vlaamse Gemeenschapscommissie (VGC) en de Gemeenschappelijke Gemeenschapscommissie (GGC). Als Brussels parlementslid ging Ahidar zich toeleggen op huisvesting, openbare netheid en de strijd tegen discriminatie.
Ahidar was van 2004 tot 2012 fractievoorzitter voor sp.a-spirit/sp.a in de Raad van de Vlaamse Gemeenschapscommissie, van 2004 tot 2006 en van 2009 tot 2012 secretaris in het Brussels Hoofdstedelijk Parlement en van 2006 tot 2009 en van 2012 tot 2019 secretaris in de Raad van de Vlaamse Gemeenschapscommissie. Van 2012 tot 2014 was Ahidar fractievoorzitter voor sp.a in het Brussels Hoofdstedelijk Parlement ter vervanging van Elke Roex, die schepen werd in Anderlecht. Nadien was hij van 2014 tot 2019 eerste ondervoorzitter van het Brussels Parlement. Na de Brusselse gewestverkiezingen van mei 2019 werd Ahidar voorzitter van de Raad van de Vlaamse Gemeenschapscommissie en opnieuw fractievoorzitter in het Brussels Hoofdstedelijk Parlement.
Op lokaal politiek niveau is Ahidar sinds 2006 gemeenteraadslid van Jette.

### Breuk met Vooruit
In juni 2022 werd Ahidar uit het partijbureau van Vooruit gezet nadat hij tegen de partijlijn in had gestemd tegen een verbod op onverdoofd slachten. Begin november 2023 had hij opnieuw een aanvaring, ditmaal met toenmalig partijvoorzitter Conner Rousseau omdat hij de Hamas-aanval op Israël van een maand eerder minimaliseerde.
Op 3 december 2023 verliet hij de partij, maar bleef wel zetelen in het Brusselse parlement als onafhankelijke. Hij uitte hierbij zijn ongenoegen over het beleid van de partijtop en de seksistische en racistische uitlatingen in een dronken bui van de inmiddels oud-voorzitter Rousseau enkele maanden eerder. Als gevolg hiervan verloor Ahidar ook zijn mandaten als fractievoorzitter en voorzitter van de Raad van de Vlaamse Gemeenschapscommissie.

### Eigen partij
In juni 2024 kwam hij met een eigen partij Team Fouad Ahidar op bij de Brusselse, Vlaamse en federale verkiezingen. Zijn lijst voor het Brusselse Parlement is verbonden met de lijst van de PVDA. De nieuwe partij werd in Brussel na de verkiezingen met 16,47 procent van de stemmen en drie verkozenen meteen de tweede grootste fractie in de Nederlandstalige taalgroep na Groen. Zelf geraakte Ahidar verkozen voor het Brussels Hoofdstedelijk Parlement met 7602 voorkeurstemmen en werd er fractievoorzitter voor zijn partij, zowel in het Brussels Parlement als in de Raad van de Vlaamse Gemeenschapscommissie. M'Hamed Kasmi van Team Fouad Ahidar haalde ook een van de zes zetels van de Brusselse volksvertegenwoordigers in het Vlaams Parlement.